# Južna riba
Južna riba (lat. Piscis Austrinus) jedno je od 88 modernih i 48 originalnih Ptolemejevih zviježđa. Najsjajnija zvijezda u zviježđu jest Fomalhaut.

## Važniji objekti

### Zvijezde
- Višestruke zvijezde : β PsA, γ PsA, δ PsA, η PsA, θ PsA, ι PsA
- Spektroskopijske dvostruke zvijezde:  π PsA
- Promjenljive zvijezde: S PsA, V PsA
- Patuljci: ε PsA, τ PsA, TW PsA,   Lacaille 9352
- Zvijezda s egzoplanetom: HD 216770

### Objekti dubokog neba
- Eliptična galaksija: NGC 7173, NGC 7176
- Spiralna galaksija: NGC 7172 NGC 7174, NGC 7314